# Gøg og Gokke (film)
Gøg og Gokke er en britisk-amerikansk-canadisk biografisk dramakomedie-film fra 2018 instrueret af Jon S. Baird og manuskript af Jeff Pope. Filmen handler om komikerne Oliver Hardy og Stan Laurel, der i Danmark er bedre kendt som Gøg og Gokke, og deres liv i de senere år. Hovedrollerne spilles af Steve Coogan og John C. Reilly som henholdsvis Laurel og Hardy. Filmen havde premiere i oktober 2018 ved BFI London Film Festival. Filmen blev udgivet i USA den 28. december 2018 og i Storbritannien den 11. januar 2019.
Filmen fokuserer på detaljer i komikerduoens personlige forhold, mens den følger dem på deres anstrengende music hall-turné i Storbritannien og Irland i 1953, og deres kamp for at få endnu en film lavet.
Ved Golden Globes prisoverrækkelse i 2018 var Reilly nomineret til Best Actor – Motion Picture Musical or Comedy, og ved BAFTA-uddelingen i februar 2019 blev filmen nomineret tre gange inklusive Best British Film og Best Actor in a Leading Role til Coogan.

## Handling
I 1937, mens de er i gang med at lave Way Out West, nægter Stan Laurel at forny sin kontrakt med Hal Roach, fordi han mener, at studiet og Roach selv ikke forstår finansielt at anerkende den globale berømmelse som parret havde på dette tidspunkt. Oliver Hardy forbliver dog hos Roach med en ny kontrakt, og studiet forsøger at parre ham med Harry Langdon i filmen Zenobia. Laurel og Hardy finder dog snart sammen igen, men da Ollie ikke var til stede under et møde med Fox får de ikke kontrakt med studiet, og Stan føler sig forrådt og bitter i flere år.
I 1953 begynder de på en music hall-turné i Storbritannien og Irland, mens de kæmper for at få endnu en film lavet; en komisk udgave af Robin Hood. Produceren Bernard Delfont har lavet dårlig reklame i Storbritannien inden deres ankomst, og det betyder at deres turne starter med stort set tomme teatersale, ide Delfont virker mere interesseret i sin kommende stjerne Norman Wisdom. Delfont får sent organiseret nogle offentlige optrædener og rygtet om deres besøg til Storbritannien spredes, hvilket gør det muligt for dem at fylde langt større og mere prestigefyldte steder end i begyndelsen.
Under turnéen fortsætter parret med at skrive og udvikle ideer til filmen, hvilket bliver drevet af Stan. Der er dog en ildevarslende stilhed fra deres producer i London. Da turnéen ankommer til byen besøger Stan filmens producer, og opdager at der ikke er nok midler til at realisere projektet, og at det derfor er aflyst. Han kan ikke få sig selv til at fortælle det til Ollie, og de fortsætter med at skrive på manuskriptet.
Deres respektive koner, Ida og Lucille, ankommer til Savoy Hotel inden de skal optræde med en udsolgt forestillet i to uger på det nærliggende Lyceum Theatre. Efter åbningsaftenen bliver der holdt en fest til ære for Stan og Ollie. Under festen opstår der spændinger mellem de to koner, hvilket leder til at Delfont sige, at han har fået to duoer i stedet for én. Som natten fortsætter kommer Stans følelse af at Ollie har forrådt ham op til overfladen efter hans kone bringer "elefantfilmen" op, hvilket resulterer i at de har et offentligt skænderi over at filmkontrakten blev en fiasko, hvilket splittede dem. Stan buser ud med sin ophobede vrede, og han anklager Ollie for at være doven, mens Ollie ligeledes lader sin vrede få frit løb og påstår, at de aldrig har været rigtige venner, men kun var sammen, fordi Hal Roach studios havde parret dem, og at Stan aldrig havde holdt af ham som en ven, men kun havde elsket "Gøg og Gokke". Ollie ender med at forlade festen med sin kone, der ligeledes har haft et skænderi med Stans kone, og Stan bliver efterladt alene.
På trods af at deres venskab har lidt skade, så fortsætter de med deres offentlige optrædener sammen, hvilket involverer at de skal være dommere ved en skønhedskonkurrence på et badehotel i Worthing. Ollie nægter at tale med Stan på trods af stans forsøg. Lige da de skal til at annoncere vindere til konkurrencen kollapser Ollie som følge af et hjerteanfald. Da det to dage efter står klart, at Ollie sandsynligvis ikke vil få det få det godt nok til at fortsætte turnéen, foreslår Delfont at få en anden berømt engelsk komiker til at tage Ollies plads. Da Stan besøger Ollie, fortæller Ollie ham at han har planer om at trække sig tilbage med det samme, fordi en læge har advaret ham om aldrig at gå på scenen igen, da anstrengelsen kan vise sig fatal. Han og hans kone har planer om at rejse hjem til USA så snart som muligt. Stan spørger Ollie, om han mente, hvad han sagde til festen, og Ollie indrømmer, at det gjorde han ikke. Da Stan får samme spørgsmål, siger han det samme. De deler et stille øjeblik sammen.
På aftenen med det næste show finder Stand det umuligt at arbejde sammen med den engelske komiker, som Delfont har hyret som erstatning for Ollie, så turnéen kan fortsætte, og det ender med at blive aflyst til Delfont mishag. Da hans kone finder ham i baren indrømmer Stan at han virkelig elsker Ollie som en ven, og han vil vende tilbage til USA i stedet for at fortsætte turneen, men beder hende om ikke at lade Ollie vide, at han vil rejse. Ollie beslutter sig for, at han ikke kan bruge resten af sit liv som sengeliggende, og han forlader sit hotelværelse lige inden hans kone kommer tilbage. Han opsøger Stan, da han havde en fornemmelse af, at han ville rejse, og de anerkender at de er et makkerpar og tilgiver hinanden. De gennemfører showet om aftenen og får tordnende applaus. Da de sejler til Irland for at fortsætte turnéen indrømmer Stan endelig, at han snød Ollie mht. deres kommende films fremtidsudsigter, og at han er overbevist om, at ingen vil have endnu en Gøg og Gokke-film. Ollie indrømmer, at han havde gættet det allerede. Da de ankommer til Irland bliver de mødt af mange fans, og de fortsætter med deres turné med succes på trods af Ollies dårlige helbred.
Da filmen slutter fortæller en skrevet epilog at turnéen var den sidste gang, hvor de arbejdede sammen. Ollies helbred blev yderligere forværret efter turnéen, hvilket ledte til hans død i 1957. Stan blev knust af sin vens død, og han nægtede at arbejde uden sin partner, og blev i praksis pensioneret. Han døde 8 år senere i 1965. Stan fortsatte med at skrives sketcher til Gøg og Gokke i de sidste år af sit liv.

## Medvirkende
- John C. Reilly som Oliver Hardy
- Steve Coogan som Stan Laurel
- Shirley Henderson som Lucille Hardy
- Danny Huston som Hal Roach
- Nina Arianda som Ida Kitaeva Laurel
- Rufus Jones som Bernard Delfont
- Stephanie Hyam som Mr. Miffins receptionist
- Richard Cant som Harry Langdon
- Susy Kane som Cynthia Clark
- John Henshaw som Nobby Cook

## Produktion

### Udvikling
Steve Coogan og John C. Reilly blev annonceret som hovedrolleindehavere i januar 2016 til at spille duoen, og her blev Jon S. Baird og præsenteret som instruktør. Filmen blev skrevet af Jeff Pope, der tidligere havde samarbejdet med Coogan på det Oscar-nominerede manuskript til Philomena. Pope beskrev den komiske duo som værende hans "helte".

### Optagelser
Det første optagelser i Storbritannien fandt sted i foråret 2017. Det foregik i Dudley, i West Midlands af England, og på teatret Old Rep i Birmingham, West London Film Studios og Bristol i South West England. Der blev brugt forskellige lokationer langs Great Central Railway i Leicestershire til jernbanesekvenserne.
Den daglige tid, der kunne bruges på optagelser, var begrænset af at Reilly brugte 4 timer om dagen på at få lagt makeup.

### Udgivelse
Filmen havde premiere i oktober 2018ved BFI London Film Festival. mens Entertainment One Films stod for distributionen i Storbritannien, Canada, Australien, New Zealand, Spanien og Benelux, så fik Sony Pictures Classics rettigheder til at distribuere den i USA, Sydamerika, Østeuropa, Kina og Sydafrika.

## Modtagelse

### Kritik
Efter premieren på Gøg og Gokke i oktober 2018 på BFI London Film Festival fik filmen en positiv modtagelse blandt anmelderne. På hjemmesiden Rotten Tomatoes, der sammenholder anmeldelser fra forskellige kilder, har filmen en positiv rating på 93% baseret på 192 anmeldelser, med en gennemsnitlig rating på 7,49/10. Websiden kritiske konsensus opsummerer at, "Gøg og Gogkke hylder de elskede entertainer-par med et kærligt blik tilbage på scenerne -- og et bevægende blik på byrderne og velsignelserne ved et kreativt bånd." På Metacritic har filmen et vægtet gennemsnit på 75 ud af 100, hvilket indikerer "generelt favorable anmeldelser".
Guy Lodge fra Variety skrev: "Den viser Gøg og Gokke sidste komiske samarbejde med bittersød kærlighed, Jon S. Bairds film er en tilbagelænet godt udført hyldest."
Todd McCarthy fra The Hollywood Reporter roste hovedrolleindehaverne højt og skrev "meget af tiden føler man, at man oplevere den rigtige duo, så gennemført udført er skuespillernes fysik og optræden." Han konkluderede "Alt filmen kan tilbyde er indlysende, og på overfladen fornøjer den simpelt og oprigtigt under opmærksom vejledning fra instruktør Jon S. Baird."
De danske anmeldere roste ligeledes filmen. Filmplus gav seks ud ag seks stjerner. DR gav fem ud af seks stjerne, Politikens Kim Skotte gav fem hjerter det samme gjorde Jyllands-Posten og Filmogtro.dk. Dagbladet Information, der ikke giver karakterer, var ligeledes positive i deres omtale af filmen.
Filmmagasinet Ekko gav fire ud af seks stjerner og skrev bl.a. at "Hvor beskeden filmen end virker, giver dens tårevædede sidste akt et stik i hjertet med en professionalisme og effektivitet..." Filmz.dk gav tre ud af seks stjerner.

### Priser
| Prisoverrækkelse                      | Dato for ceremoni  | Kategori                                      | Modtager(e)                                                                | Resultat  | Ref    |
| ------------------------------------- | ------------------ | --------------------------------------------- | -------------------------------------------------------------------------- | --------- | ------ |
| Boston Society of Film Critics Awards | 16. december, 2018 | Best Actor                                    | John C. Reilly                                                             | Vundet    | [ 24 ] |
| British Academy Film Awards           | 10. februar 2019   | Best Actor in a Leading Role                  | Steve Coogan                                                               | Nomineret | [ 25 ] |
| British Academy Film Awards           | 10. februar 2019   | Outstanding British Film                      | Jon S. Baird, Faye Ward, Jeff Pope                                         | Nomineret | [ 25 ] |
| British Academy Film Awards           | 10. februar 2019   | Best Makeup and Hair                          | Mark Coulier, Jeremy Woodhead, Josh Weston                                 | Nomineret | [ 25 ] |
| British Independent Film Awards       | 2. december, 2018  | Best Actor                                    | Steve Coogan                                                               | Nomineret | [ 26 ] |
| British Independent Film Awards       | 2. december, 2018  | Best Supporting Actress                       | Nina Arianda                                                               | Nomineret | [ 26 ] |
| British Independent Film Awards       | 2. december, 2018  | Best Casting                                  | Andy Pryor                                                                 | Nomineret | [ 26 ] |
| British Independent Film Awards       | 2. december, 2018  | Best Costume Design                           | Guy Speranza                                                               | Nomineret | [ 26 ] |
| British Independent Film Awards       | 2. december, 2018  | Best Make Up and Hair Design                  | Mark Coulier and Jeremy Woodhead                                           | Nomineret | [ 26 ] |
| British Independent Film Awards       | 2. december, 2018  | Best Production Design                        | John Paul Kelly                                                            | Nomineret | [ 26 ] |
| British Independent Film Awards       | 2. december, 2018  | Breakthrough Producer                         | Faye Ward                                                                  | Nomineret | [ 26 ] |
| Critics' Choice Movie Awards          | 13. januar 2019    | Best Actor in a Comedy                        | John C. Reilly                                                             | Nomineret | [ 27 ] |
| Golden Globe Awards                   | 6. januar 2019     | Best Actor – Motion Picture Musical or Comedy | John C. Reilly                                                             | Nomineret | [ 28 ] |
| San Diego Film Critics Society Awards | 18. december, 2018 | Best Supporting Actress                       | Nina Arianda                                                               | Runner-up | [ 29 ] |
| San Diego Film Critics Society Awards | 18. december, 2018 | Best Costume Design                           | Guy Speranza                                                               | Nomineret | [ 29 ] |
| San Diego Film Critics Society Awards | 18. december, 2018 | Best Production Design                        | John Paul Kelly                                                            | Runner-up | [ 29 ] |
| San Diego Film Critics Society Awards | 18. december, 2018 | Best Body of Work                             | John C. Reilly (også for The Sisters Brothers & Ralph Breaks the Internet) | Vundet    | [ 29 ] |

## Eksterne Henvisninger
- Gøg og Gokke på Internet Movie Database (engelsk)
- Gøg og Gokke på Filmdatabasen
- Gøg og Gokke på Scope
- Gøg og Gokke på AlloCiné (fransk)
- Gøg og Gokke på MovieMeter (nederlandsk)
- Gøg og Gokke på The Movie Database (engelsk)
- Gøg og Gokke på Rotten Tomatoes (engelsk)
- Gøg og Gokke på Metacritic (engelsk)
- Gøg og Gokke på Box Office Mojo (engelsk)
- Gøg og Gokke på Filmaffinity (engelsk)